# Étoile de Bessèges 2022
L'Étoile de Bessèges 2022, cinquantaduesima edizione della corsa e valevole come prova dell'UCI Europe Tour 2022 categoria 2.1, si svolse in cinque tappe dal 2 al 6 febbraio 2022 su un percorso di 630 km, con partenza da Bellegarde e arrivo a Alès, in Francia. La vittoria fu appannaggio del francese Benjamin Thomas, che completò il percorso in 14h39'32", alla media di 42,977 km/h, precedendo l'italiano Alberto Bettiol ed il norvegese Tobias Halland Johannessen.
Sul traguardo di Alès 123 ciclisti, su 147 partiti da Bellegarde, portarono a termine la competizione.

## Tappe
| Tappa  | Data       | Percorso                                 | km    | Vincitore di tappa         | Leader cl. generale |
| ------ | ---------- | ---------------------------------------- | ----- | -------------------------- | ------------------- |
| 1ª     | 2 febbraio | Bellegarde > Bellegarde                  | 160,8 | Mads Pedersen              | Mads Pedersen       |
| 2ª     | 3 febbraio | Saint-Christol-lès-Alès > Rousson        | 156,2 | Bryan Coquard              | Mads Pedersen       |
| 3ª     | 4 febbraio | Bessèges > Bessèges                      | 155,6 | Benjamin Thomas            | Benjamin Thomas     |
| 4ª     | 5 febbraio | Saint-Hilaire-de-Brethmas > Mont Bouquet | 146,7 | Tobias Halland Johannessen | Benjamin Thomas     |
| 5ª     | 6 febbraio | Alès > Alès (cron. individuale)          | 10,6  | Filippo Ganna              | Benjamin Thomas     |
| Totale | Totale     | Totale                                   | 630   |                            |                     |

## Squadre e corridori partecipanti
| N.      | Cod. | Squadra                  |
| ------- | ---- | ------------------------ |
| 1-7     | IGD  | Ineos Grenadiers         |
| 11-17   | ACT  | AG2R Citroën Team        |
| 21-27   | TFS  | Trek-Segafredo           |
| 31-37   | UAD  | UAE Team Emirates        |
| 41-47   | GFC  | Groupama-FDJ             |
| 51-57   | IWG  | Intermarché-Wanty-Gobert |
| 61-67   | EFE  | EF Education-EasyPost    |
| 71-77   | COF  | Cofidis                  |
| 81-87   | IPT  | Israel-Premier Tech      |
| 91-97   | BBK  | B&B Hotels               |
| 101-107 | AFC  | Alpecin-Fenix            |

| N.      | Cod. | Squadra                          |
| ------- | ---- | -------------------------------- |
| 111-117 | TEN  | TotalEnergies                    |
| 121-127 | SVB  | Sport Vlaanderen-Baloise         |
| 131-137 | ARK  | Team Arkéa-Samsic                |
| 141-147 | UXT  | Uno-X Pro Cycling Team           |
| 151-157 | EKP  | Equipo Kern Pharma               |
| 161-167 | BWB  | Bingoal Pauwels Sauces WB        |
| 171-177 | BCF  | Bardiani-CSF-Faizanè             |
| 181-187 | AUB  | St Michel-Auber 93               |
| 191-197 | GRL  | Go Sport-Roubaix Lille Métropole |
| 201-207 | 194  | Team U Nantes Atlantique         |

## Dettagli delle tappe

### 1ª tappa
- 2 febbraio: Bellegarde > Bellegarde – 160,8 km

Risultati
| Pos. | Corridore        | Squadra       | Tempo    |
| ---- | ---------------- | ------------- | -------- |
| 1    | Mads Pedersen    | Trek          | 3h32'47" |
| 2    | Hugo Hofstetter  | Arkéa         | a 1"     |
| 3    | E. Boasson Hagen | TotalEnergies | s.t.     |

| Pos. | Corridore        | Squadra       | Tempo    |
| ---- | ---------------- | ------------- | -------- |
| 1    | Mads Pedersen    | Trek          | 3h32'37" |
| 2    | Hugo Hofstetter  | Arkéa         | a 5"     |
| 3    | E. Boasson Hagen | TotalEnergies | a 7"     |

### 2ª tappa
- 3 febbraio: Saint-Christol-lès-Alès > Rousson – 156,2 km

Risultati
| Pos. | Corridore        | Squadra | Tempo    |
| ---- | ---------------- | ------- | -------- |
| 1    | Bryan Coquard    | Cofidis | 3h41'46" |
| 2    | Mads Pedersen    | Trek    | s.t.     |
| 3    | T.H. Johannessen | Uno-X   | s.t.     |

| Pos. | Corridore       | Squadra       | Tempo    |
| ---- | --------------- | ------------- | -------- |
| 1    | Mads Pedersen   | Trek          | 7h14'17" |
| 2    | M. Burgaudeau   | TotalEnergies | a 17"    |
| 3    | Alberto Bettiol | EF            | a 21"    |

### 3ª tappa
- 4 febbraio: Bessèges > Bessèges – 155,6 km

Risultati
| Pos. | Corridore        | Squadra | Tempo    |
| ---- | ---------------- | ------- | -------- |
| 1    | Benjamin Thomas  | Cofidis | 3h38'31" |
| 2    | Alberto Bettiol  | EF      | a 9"     |
| 3    | T.H. Johannessen | Uno-X   | s.t.     |

| Pos. | Corridore       | Squadra       | Tempo     |
| ---- | --------------- | ------------- | --------- |
| 1    | Benjamin Thomas | Cofidis       | 10h53'05" |
| 2    | Alberto Bettiol | EF            | a 7"      |
| 3    | M. Burgaudeau   | TotalEnergies | a 15"     |

### 4ª tappa
- 5 febbraio: Saint-Hilaire-de-Brethmas > Mont Bouquet – 146,7 km

Risultati
| Pos. | Corridore        | Squadra | Tempo    |
| ---- | ---------------- | ------- | -------- |
| 1    | T.H. Johannessen | Uno-X   | 3h30'22" |
| 2    | Jay Vine         | Alpecin | s.t.     |
| 3    | Antonio Tiberi   | Trek    | s.t.     |

| Pos. | Corridore        | Squadra | Tempo     |
| ---- | ---------------- | ------- | --------- |
| 1    | Benjamin Thomas  | Cofidis | 14h23'50" |
| 2    | Alberto Bettiol  | EF      | a 7"      |
| 3    | T.H. Johannessen | Uno-X   | a 8"      |

### 5ª tappa
- 6 febbraio: Alès > Alès – cronometro individuale - 10,6 km

Risultati
| Pos. | Corridore       | Squadra | Tempo  |
| ---- | --------------- | ------- | ------ |
| 1    | Filippo Ganna   | Ineos   | 15'32" |
| 2    | Mads Pedersen   | Trek    | a 7"   |
| 3    | Benjamin Thomas | Cofidis | a 10"  |

| Pos. | Corridore        | Squadra | Tempo     |
| ---- | ---------------- | ------- | --------- |
| 1    | Benjamin Thomas  | Cofidis | 14h39'32" |
| 2    | Alberto Bettiol  | EF      | a 16"     |
| 3    | T.H. Johannessen | Uno-X   | a 32"     |

## Evoluzione delle classifiche
| Tappa              | Vincitore                  | Classifica generale Maglia rossa | Classifica a punti Maglia gialla | Classifica scalatori Maglia blu | Classifica giovani Maglia bianca | Classifica a squadre |
| ------------------ | -------------------------- | -------------------------------- | -------------------------------- | ------------------------------- | -------------------------------- | -------------------- |
| 1ª                 | Mads Pedersen              | Mads Pedersen                    | Mads Pedersen                    | Matis Louvel                    | Arne Marit                       | TotalEnergies        |
| 2ª                 | Bryan Coquard              | Mads Pedersen                    | Mads Pedersen                    | Martí Márquez                   | Tobias Halland Johannessen       | TotalEnergies        |
| 3ª                 | Benjamin Thomas            | Benjamin Thomas                  | Alberto Bettiol                  | Jérémy Cabot                    | Tobias Halland Johannessen       | TotalEnergies        |
| 4ª                 | Tobias Halland Johannessen | Benjamin Thomas                  | Tobias Halland Johannessen       | Jérémy Cabot                    | Tobias Halland Johannessen       | TotalEnergies        |
| 5ª                 | Filippo Ganna              | Benjamin Thomas                  | Mads Pedersen                    | Jay Vine                        | Tobias Halland Johannessen       | TotalEnergies        |
| Classifiche finali | Classifiche finali         | Benjamin Thomas                  | Mads Pedersen                    | Jay Vine                        | Tobias Halland Johannessen       | TotalEnergies        |

Maglie indossate da altri ciclisti in caso di due o più maglie vinte
- Nella 2ª tappa Hugo Hofstetter ha indossato la maglia gialla al posto di Mads Pedersen;
- Nella 3ª tappa Mathieu Burgaudeau ha indossato la maglia gialla al posto di Mads Pedersen;
- Nella 5ª tappa Pau Miquel ha indossato la maglia bianca al posto di Tobias Halland Johannessen.

## Classifiche finali

### Classifica generale - Maglia rossa
| Pos. | Corridore          | Squadra       | Tempo     |
| ---- | ------------------ | ------------- | --------- |
| 1    | B. Thomas          | Cofidis       | 14h39'32" |
| 2    | Alberto Bettiol    | EF            | a 16"     |
| 3    | T.H. Johannessen   | Uno-X         | a 32"     |
| 4    | Pierre Latour      | TotalEnergies | a 34"     |
| 5    | M. Burgaudeau      | TotalEnergies | a 1'02"   |
| 6    | Diego Ulissi       | UAE           | a 1'09"   |
| 7    | Connor Swift       | Arkéa         | a 1'13"   |
| 8    | Thibault Guernalec | Arkéa         | a 1'22"   |
| 9    | Toms Skujiņš       | Trek          | a 1'48"   |
| 10   | Quentin Pacher     | Groupama      | a 1'56"   |

### Classifica a punti - Maglia gialla
| Pos. | Corridore        | Squadra | Punti |
| ---- | ---------------- | ------- | ----- |
| 1    | Mads Pedersen    | Trek    | 65    |
| 2    | Benjamin Thomas  | Cofidis | 64    |
| 3    | Alberto Bettiol  | EF      | 62    |
| 4    | T.H. Johannessen | Uno-X   | 58    |
| 5    | Bryan Coquard    | Cofidis | 37    |

### Classifica scalatori - Maglia blu
| Pos. | Corridore        | Squadra       | Punti |
| ---- | ---------------- | ------------- | ----- |
| 1    | Jay Vine         | Alpecin       | 18    |
| 2    | Jérémy Cabot     | TotalEnergies | 18    |
| 3    | T.H. Johannessen | Uno-X         | 14    |
| 4    | Magnus Sheffield | Ineos         | 14    |
| 5    | Antonio Tiberi   | Trek          | 14    |

### Classifica giovani - Maglia bianca
| Pos. | Corridore        | Squadra  | Punti     |
| ---- | ---------------- | -------- | --------- |
| 1    | T.H. Johannessen | Uno-X    | 14h40'04" |
| 2    | Pau Miquel       | Kern     | a 5'02"   |
| 3    | Louis Barré      | U Nantes | a 5'49"   |
| 4    | Paul Lapeira     | AG2R     | a 5'56"   |
| 5    | Matis Louvel     | Arkéa    | a 6'14"   |

### Classifica a squadre
| Pos. | Squadra           | Tempo     |
| ---- | ----------------- | --------- |
| 1    | TotalEnergies     | 44h02'28" |
| 2    | Trek-Segafredo    | a 13"     |
| 3    | Cofidis           | a 1'02"   |
| 4    | Team Arkéa-Samsic | s.t.      |
| 5    | Groupama-FDJ      | a 1'33"   |